# The Wörld Is Yours
| Recensione             | Giudizio |
| ---------------------- | -------- |
| AllMusic               |          |
| Metacritic             | 70/100   |
| Encyclopaedia Metallum | 86/100   |

(Lemmy)
The Wörld Is Yours è il ventesimo album della band inglese Motörhead. Nel Regno Unito, il disco è stato pubblicato per la prima volta il 13 dicembre 2010, in allegato ad una edizione speciale del magazine Classic Rock, comprendente anche altri oggetti riguardanti il gruppo. L'edizione mondiale è invece uscita l'8 febbraio 2011.
Il disco segna anche il debutto della neonata etichetta Motörhead Music, che in questa occasione si avvale di una collaborazione con il colosso EMI Music.
Dal 12 novembre 2010 è in rotazione radiofonica la canzone Get Back in Line, pubblicata successivamente come singolo il 5 dicembre dello stesso anno.

## Tracce
1. Born to Lose – 4:01
2. I Know How to Die – 3:19
3. Get Back in Line – 3:35
4. Devils in My Head – 4:21
5. Rock 'n' Roll Music – 4:25
6. Waiting for the Snake – 3:41
7. Brotherhood of Man – 5:15
8. Outlaw – 3:30
9. I Know What You Need – 2:58
10. Bye Bye Bitch Bye Bye – 4:04

## Formazione
- Lemmy Kilmister - basso, voce
- Phil Campbell -  chitarra
- Mikkey Dee - batteria